# Leopold, Duce de Lorena
Leopold Louis de Lorena (11 septembrie 1679, Innsbruck – 27 martie 1729, Lunéville), supranumit cel Bun, a fost Duce de Lorena și de Bar din 1690 până la moartea sa.

## Biografie
Leopold Joseph Charles Dominique Agapet Hyacinthe a fost fiul cel mare al lui Carol al V-lea, Duce de Lorena și a soției acestuia, Eleanor de Austria, sora vitregă a împăratului Leopold I.
În momentul nașterii lui Leopold, Lorena și Bar erau ocupate de regele Ludovic al XIV-lea al Franței, obligând pe părinții acestuia să plece în exil în Austria, unde ai au trăit sub protecția împăratului. Prin urmare, Leopold s-a născut la palatul din Innsbruck și a primit primul său nume în onoarea împăratului. Leopold a crescut la Innsbruck, în timp ce tatăl său s-a angajat în apărarea Vienei împotriva turcilor.
În 1690, tatăl său a murit și tânărul Leopold în vârstă de 11 ani a moștenit ducatele încă ocupate. Mama lui, în încercarea de a îndeplini ultimele dorinte ale soțului ei de a prelua ducatele de sub ocupația franceză, a apelat la Reichstag în Regensburg pentru a-l restabili pe fiul ei în Lorena. Leopold a fost trimis la Viena pentru a primi o educație militară sub supravegherea împăratului. La Viena, a crescut împreună cu verii săi, Arhiducele Joseph și Carol, ambii viitori împărați. Leopold a fost creat Cavaler al Ordinului Lâna de Aur în acel an.
Ca și tatăl lui înaintea sa, el a intrat în armata imperială și, la vârsta de 18 ani, a luat parte la Asediul de la Timișoara în 1694. Trei ani mai târziu, el a primit comanda armatei de pe Rin.

### Duce de Lorena

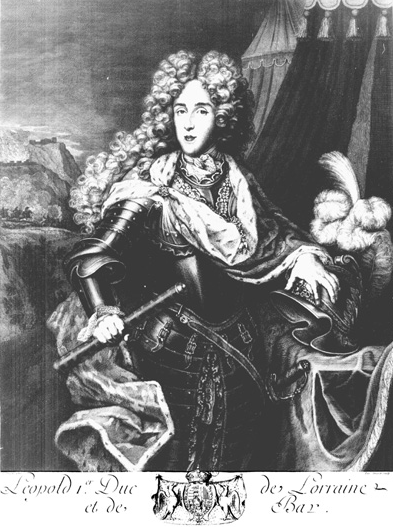
Leopold, Duce de Lorena

Războiul de Nouă Ani s-a sfârșit în 1697 prin semnarea Tratatului de la Ryswick la 30 octombrie 1697.
Tratatul a restituit ducatele de Lorena și Bar Casei de Lorena, în conformitate cu speranțele mamei lui Leopold; ea a murit patru zile mai târziu la Viena. La 17 august 1698, Ducele Lepold și-a făcut o intrare triumfătoare în capitala sa Nancy. El a reconstruit și repopulat ducatul său afectat de război, încurajând imigrarea. La sfârșitul domniei sale ducatul era sigur și prosper.
În politica externă, Leopold a încercat să continue relații bune cu Franța pentru a potoli setea puternicului său vecin. La 13 octombrie 1698 la Palatul Fontainebleau Leopold s-a căsătorit cu Élisabeth Charlotte d'Orléans, nepoata regelui Ludovic al XIV-lea, care i-a oferit o zestre de 900.000 de livre ducelui fără bani. Elisabeth Charlotte s-a dovedit a fi o mamă grijulie și a dat naștere la treisprezece copii, dintre care cinci au atins vârsta adultă. Trei dintre ei au murit într-o săptămână, în mai 1711 din cauza unui focar de variolă la Château de Luneville, reședința de la țară a ducilor de Lorena.
În ciuda încercărilor diplomatice ale lui Leopold, capital sa, Nancy, a fost ocupată de trupe străine în timpul Războiului Succesiunii Spaniole (1700–1713). Temându-se pentru familia lui, Leopold a mutat curtea la Château de Luneville, pe care Leopold l-a reconstruit ca pe un "Versailles al Lorenei". Aici s-a născut primul copil al lui Leopold în 1700.

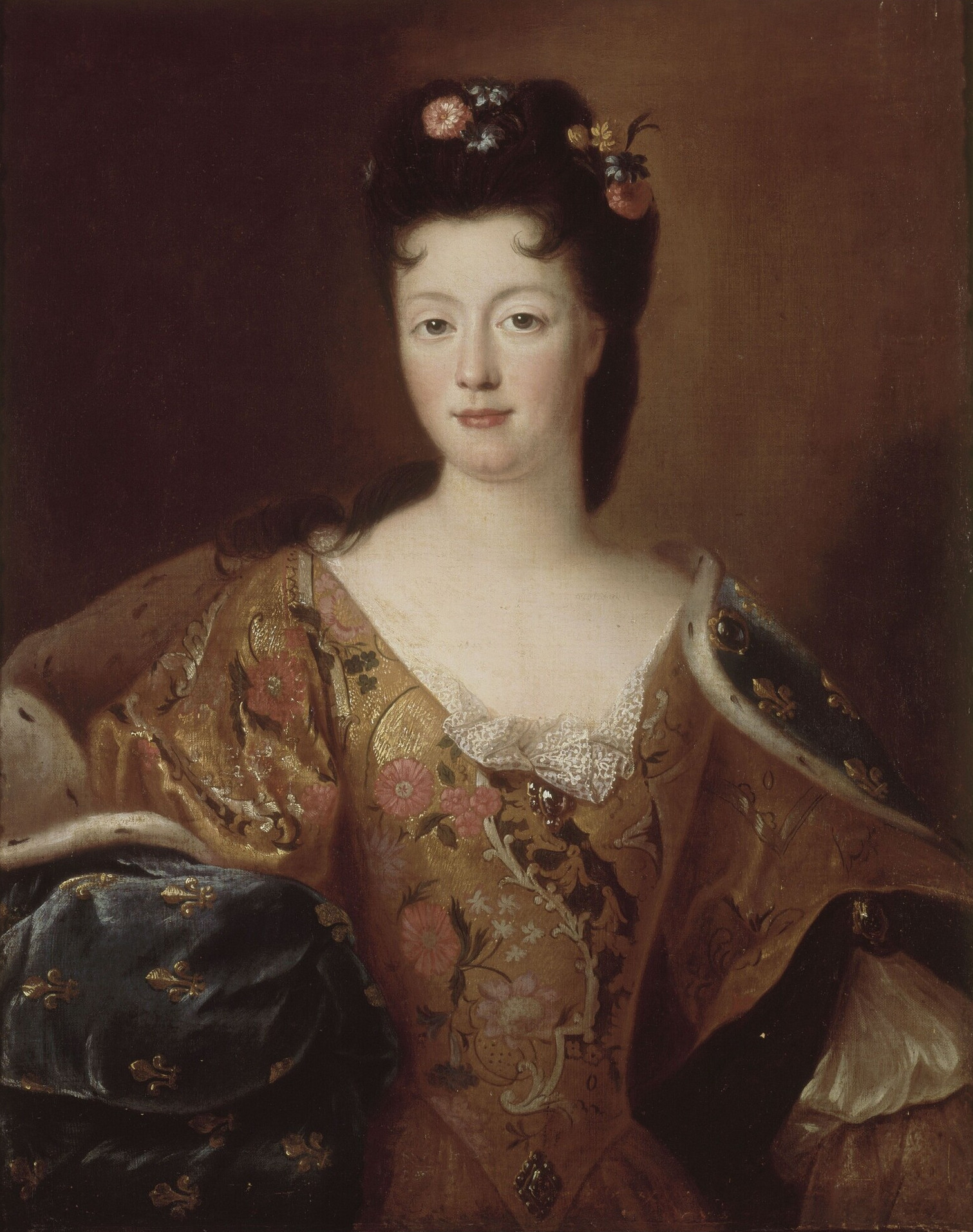
Soția lui Leopold, Élisabeth Charlotte de Orléans

În 1703, Ducele a introdus Codul lui Léopold care reglementa guvernarea ducatului. A încercat s-o instaleze pe fiica sa ce mare, Elisabeth Charlotte, ca stareță de Remiremont însă a eșuat din cauza opoziției Papei Clement al XI-lea.
Mariajul lui Leopold s-a tulburat în 1706, când a avut-o ca amantă pe Anne-Marguerite de Lignéville, Prințesă de Beauvau-Craon și i-a îmbogățit întreaga ei familie. Cu toate acestea, Elisabeth Charlotte, în urma sfatului mamei sale, a tăcut.
În 1708, Leopold a pretins ducatul de Montferrat cum era ruda cea mai apropiată a vărului său, Charles IV Gonzaga, Duce de Mantua, și care a fost detronat și apoi a murit fără moștenitori pe linie masculină. Împăratul promisese totuși Montferrat Ducelui de Savoia însă dorind să compenseze Casa de Lorena, el a dat Ducat de Teschen din Silezia lui Leopold.
În 1710, Leopold și soția sa au vizitat Parisul pentru a participa la căsătoria nepoatei Elisabetei Charlotte, Marie Louise Elisabeth cu Ducele de Berry, nepot al regelui Ludovic al XIV-lea al Franței.
În 1721, Leopold a aranjat pentru fiul și moștenitorul său, Leopold Clement, să primească o educație la Viena. De asemenea, el intenționează să lege relații cu Arhiducesa Maria Tereza, moștenitoarea împăratului Carol al VI-lea. Leopold Clement a murit la scurt timp la Lunéville și în locul lui, fiul cel mic Francisc Ștefan a plecat la Viena, unde s-a căsătorit cu Maria Tereza. Francisc ar deveni împărat și urmașii lui, Casa de Habsburg-Lorena, vor conduce Austria până în 1918.
În 1725, Leopold a încercat s-o căsătorească pe fiica sa Anne Charlotte cu tânărul rege Ludovic al XV-lea, însă Louis Henri, Duce de Bourbon, pe atunci prim-ministru, s-a opus uniunii cu un descendent al unui rival al Casei de Orléans. Apoi, Elisabeth Charlotte a încercat să aranjeze căsătoria fiicei sale cu vărul ei primar, care devenise văduv de puțin timp, Louis, Duce de Orléans, însă Louis a refuzat. Toate propunerile sale de căsătorie au fost fie ignorate, fie refuzate; mai târziu Anne Charlotte a devenit stareță a mănăstirilor Remiremont și Essen.
În martie 1729, Leopold s-a îmbolnăvit în timp ce se plimba la Château at Ménil în apropiere de Lunéville. S-a întors la Lunéville unde a murit la 27 martie, la 49 de ani.
1. 1 2 3   http://genealogy.euweb.cz/lorraine/lorraine5.html, accesat în 22 ianuarie 2016 Lipsește sau este vid: |title= (ajutor)